# جامعه شکننده

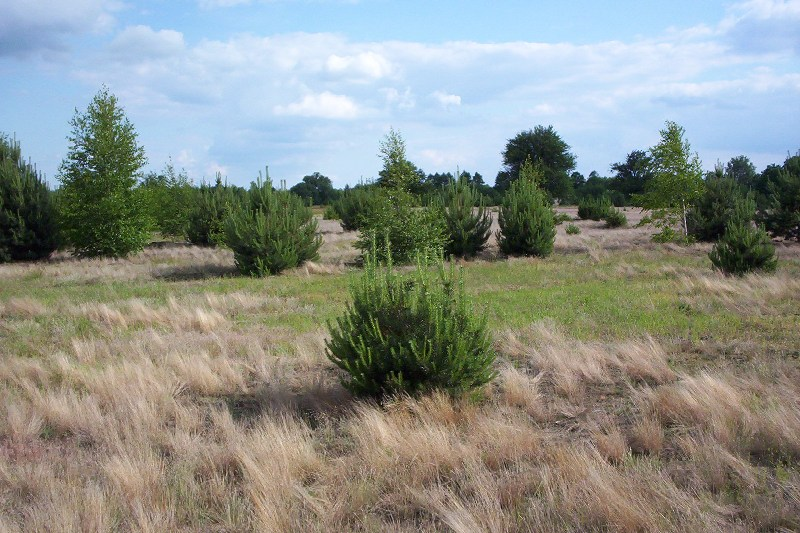
جامعه‌ای شکننده از درختچه‌ها و علف‌ها در زمینی متروک

جامعه شکننده (انگلیسی: Seral community)، یک مرحله میانی است که در جانشینی بوم‌شناسی در بوم‌سازگانی که به سمت جامعه اوج خود پیش می‌رود یافت می‌شود. در بسیاری از موارد بیش از یک مرحله شکننده تکامل می‌یابد تا زمانی که شرایط اوج حاصل شود. پیش‌شکننده مجموعه‌ای از شکنندگی است که توسعه یک منطقه را از سطوح بدون پوشش گیاهی تا یک جامعه اوج تشکیل می‌دهند. جامعه شکننده نامی است که به هر گروه از گیاهان در جانشینی داده می‌شود. جانشینی اولیه، آن دسته از جوامع گیاهی را توصیف می‌کند که مکانی را اشغال می‌کنند که قبلاً پوشش گیاهی نداشته است. اینها را می‌توان به‌عنوان جامعه پیشگام نیز توصیف کرد. مدل‌سازی رایانه‌ای گاهی برای ارزیابی مراحل احتمالی جانشینی در یک جامعه شکننده استفاده می‌شود.
بسته به زیرلایه و آب و هوا، یک جامعه شکننده می‌تواند یکی از موارد زیر باشد:
- آب‌شکن
  - اجتماع در آب
- سنگ‌شکن (Lithosere)
  - جامعه روی سنگ
- ماسه‌شکن (Psammosere)
  - اجتماع روی شن و ماسه
- خشک‌شکن (Xerosere)
  - جامعه در منطقه خشک
- شورشکن (Halosere)
  - اجتماع در محیط شور (مثلاً مرداب)

## نمونه‌ها
جوامع شکننده در جانشینی ثانویه را می‌توان در یک جنگل مخروطی که اخیراً ثبت شده است مشاهده کرد. در طول دو سال اول، گندمیان، خلنگزار و گیاهان علفی مانند بید علفی آذرین فراوان خواهند بود. پس از چند سال دیگر درختچه‌ها ظاهر می‌شوند و حدود شش تا هشت سال پس از پاکسازی، منطقه احتمالاً مملو از توس‌های جوان است. هر یک از این مراحل را می‌توان به‌عنوان یک جامعه شکننده نام برد.
در بخش غربی دور آمریکای شمالی، جوامع گیاهی بیشه‌زارهای کالیفرنیا معمولاً توسط آتش‌سوزی‌های طبیعی دوره‌ای کنترل می‌شوند. در بخش جنوبی محدوده ساحلی و در بیشه‌زارهای کالیفرنیای جنوبی، راج کالیفرنیا (Heteromeles) اغلب یک آرایه محلی غالب در جوامع شکننده است که بین بوته‌زار مریم‌گلی ساحلی (Coastal sage scrub) در حال انتقال هستند.